# 毛利敬親
毛利敬親（日语：／ Mōri Takachika，1819年3月5日—1871年5月17日），又名毛利慶親，是日本江戶時代末期的一位大名、明治時代初期的政治家。長州藩第13代藩主（安藝毛利家第25代當主）。

## 生涯

### 繼承家督以前
毛利敬親的父親福原房昌（毛利齊元）是毛利親著的兒子、毛利重就的孫子。1819年送給了福原氏（毛利氏的八個世襲家老家族之一）當主福原房純為養子，取名房昌；同年房昌成為藩主毛利齊熙的婿養子，改名齊元，不久後繼任藩主。
天保7年（1836年）6月12日，萩城城下阿武川的分支橋本川發生大洪水。這次洪水俗稱「申歲大水」，是萩城建立以來最大的洪災。敬親的府邸也被沖毀，前往御客屋避難。

### 繼承家督
洪水發生三個月之後，長州藩藩主毛利齊元逝世，由齊元的養子毛利齊廣嗣位。但20天後齊廣也死了。由於與毛利治親姻族田安家的關係，敬親超越了毛利齊廣的異母弟毛利信順，成為新任藩主（1837年）。後迎娶齊廣的女兒為正室，幕府將軍德川家慶將自己名字中的「慶」字賜予了敬親，改名毛利慶親。

### 藩政改革
1838年（天保9年）入據萩城，翌年實行質素儉約的政策並對貨幣的流通進行改正。任命村田清風，改革藩政。村田死後，又任命坪井九右衛門改革藩政。1841年建設藩校有備館，對領內實際狀態進行調查。1843年在萩城練兵，加強藩的軍事實力。1849年對藩校和明倫館進行改革。

### 第一次長州征伐
1853年，美軍水師提督伯理來航，敬親負責相模國周邊地域的警備工作。1858年密受天皇敕命，力主尊王。同年坪井隱退，任命周布政之助。在周布的主張下，他向幕府提出了攘夷論。此後重用周布，制定了藩是三大綱，強化藩的體制，從西洋引入洋式軍制。
1861年起用長井雅樂。長井提出航海遠略策，主張開國。但由於薩摩藩害怕政局的主導權被長州藩掌握的緣故而失敗，長州藩政權掌握在了主張攘夷的周布和桂小五郎手中，對外方針完全轉變。1862年7月實行攘夷政策，1863年4月藩廳從萩城遷往山口，5月下令炮擊驅逐外國船隻。8月，美、英、荷、法四國聯軍襲擊下關，長州藩戰敗。同年發生了八月十八日政變，毛利敬親失勢，長州藩的攘夷派被驅逐出京都。在池田屋事件中，長州藩藩士遭到會津藩麾下新選組的殺害和逮捕，因此長州藩向京都進軍。翌年（1864年）發生禁門之變。幕府下令討伐長州藩，8月剝奪了敬親的官位。第一次長州征討之後，長州藩敗北，國司信濃、益田右衛門介、福原越後三位家老被迫切腹，10月幕府給予敬親謹慎的處罰。

### 從尊王攘夷到尊王開國、薩長同盟和倒幕
1865年，松下村塾出身的高杉晉作在馬關舉兵，打倒了俗論派（保守派），成立正義派（倒幕派）。高杉組建由民間人士組成的奇兵隊，對長州藩諸隊進行整備，任用大村益次郎並採用了西洋式軍制和Gewehr槍、Minie rifle等新式武器，還對戰術進行改革。1866年，在坂本龍馬的介紹下結成了薩長同盟。同年8月在第二次長州征討中戰勝了幕府軍。1867年，同英國建立關係，10月接受天皇的討幕密詔。11月同薩摩藩一起組織官軍上京，王政復古的政變成功。1868年5月上京拜見明治天皇，獲封左近衛權中將一職並返回山口。

### 晚年和臨終
1869年1月，毛利敬親與薩摩藩島津忠義、土佐藩山內豐誠、肥前藩鍋島直正聯名上書，請求奉還版籍。6月獲封權大納言，同養嗣子毛利元德一起獲得10萬石俸祿。4日將家督之位讓給元德並隱居。1871年3月，在山口藩廳內殿逝世，享年53歲。

## 評價
相對於薩摩藩的島津齊彬，土佐藩的山內容堂，毛利敬親並沒有被列在賢侯之中。
其中一個原因是他缺乏堅定的主見，從不拒絕家臣的建言，被戲稱為「就這樣辦侯」(そうせい侯)。
因此長州藩對外國的方針因周布政之助而攘夷，因長井雅樂而轉為開國，又因桂小五郎又轉為攘夷。
兩次長州征伐時，因椋梨藤太而恭順幕府，及後又因高杉晉作得勢轉為反抗幕府。
從中可見長州藩的施政方針因當權的家臣而轉變。作為藩主的毛利敬親對這些家臣就正如「就這樣辦侯」這戲稱一樣，完全任其作為，沒有自己主見。
因此引發家臣間因不同政見產生激烈衝突仇殺。
最終雖由高杉晉作等倒幕派(正義派)打敗了恭順派(俗論派)，但亦使長州失去不少人才。

## 主要家臣
一門八家
- 宍戸備前
- 毛利筑前

- 毛利能登
- 毛利出雲

- 毛利豐之進
- 毛利隱岐

- 益田右衛門介
- 福原越後

家老
- 根来主馬
- 益田源兵衛
- 浦靱負

- 益田伊豆
- 宍戸播磨
- 井原主計

- 清水美作
- 根来上總
- 國司信濃

- 清水清太郎
- 志道安房
- 内藤佐渡

用人
- 井原孫右衛門
- 岡部内記
- 湯浅速水
- 兒玉惣兵衛

- 福間舍人
- 梨羽直衛
- 河内尊令
- 毛利舍

- 大西将曹
- 天野九郎右衛門
- 粟屋刑部
- 林主悦

- 粟屋集太
- 出羽源八

側用人
- 中川衛士
- 高杉小忠太
- 湯浅忠右衛門
- 飯田左門
- 久芳安積

- 上山縫殿
- 佐伯丹下
- 兒玉主殿
- 毛利登人
- 三田杢

- 井上小豐後
- 有地藤馬
- 小幡彦七（城使兼務）
- 藤井一学
- 大和国之介

- 榎本隼人
- 香川半介
- 八木隼雄
- 井原主水
- 杉德輔

- 兒玉準
- 高杉東一
- 桂小五郎
- 内藤五郎兵衛
- 平田新右衛門

- 上田寛治
- 神村齋宮

城使（側用人兼務者除外）
- 遠藤太市郎
- 山添金之介